# Grimmia mixta
Grimmia mixta är en bladmossart som beskrevs av Theodor Carl Karl Julius Herzog 1926. Grimmia mixta ingår i släktet grimmior, och familjen Grimmiaceae. Inga underarter finns listade i Catalogue of Life.